# Lärjungen
Lärjungen är en roman av Paul Bourget, utgiven i Frankrike 1889 med titeln Le Disciple. Romanen översattes till svenska av Arvid Wachtmeister 1943 och utgavs på Natur och Kultur med ett efterord av Knut Hagberg. I samma volym som denna roman ingick även Hennes andra jag av bröderna Goncourt. 

## Handling
Romanen kretsar kring en filosof Adrien Sixte, och en ung man, Robert Greslou, som tagit djupa intryck av den äldre mannens läror. Filosofen är en världsfrånvänd man som är föga medveten om vad hans lätt nihilistiska läror kan tänkas ställa till med. Emellertid har den unge mannen blivit indragen i ett brott som förefaller ha koppling till den gamle filosofens läror och han tvingas vittna i en utredning. En stor del av berättelsen utgörs av den unge mannens filosofiska bekännelse överlämnad till läromästarens av hans gamla mor. Bourget var mycket tydlig med att hans unge huvudperson skulle ses som ett avskräckande exempel för den yngre generationen och skriver även detta i ett förord, där han explicit vänder sig till en patriotisk ung man om "mer än aderton men ännu ej tjugofem". Filosofen Sixte ska för övrigt vara ett porträtt av Hippolyte Taine som var en god vän till Bourget, trots att de båda männen hade mycket olika åsikter.